# Lina Buscham
Lina Buscham (* 19. Oktober 1889 in Brüssel als Lina Becker; † 28. Juni 1978) war eine deutsche Politikerin (FDP) und Landtagsabgeordnete in Nordrhein-Westfalen.

## Leben und Beruf
Buscham besuchte die Schule Sacré-Cœur in Brüssel mit Ausnahme eines Jahres in der Ursulinen-Schule in Kassel. Danach besuchte sie drei Jahre die Frauenschule (École Professionelle) in Brüssel. Anschließend absolvierte sie Abendkurse (Université Populaire) sowie Privatunterricht in Englisch, Italienisch und Kunstgewerbe. Sie half im Elektro- und Radiofachgeschäft ihres Ehemannes Adolf (1883–1948), den sie 1913 geheiratet hatte. Ehrenamtlich engagierte sie sich als Vorsitzende des Frauenringes Siebengebirge. Lina Buscham hatte zwei Kinder, darunter einen 1938 im Alter von 24 Jahren im Einsatz als Fliegergefreiter ums Leben gekommenen Sohn. Sie wurde auf dem Neuen Friedhof in Bad Honnef beigesetzt.

## Politik
Mitglied der FDP war Buscham seit 1946. Sie war Vorsitzende des Frauenausschusses im Landesverband der FDP und von 1950 bis 1958 Vorsitzende des Ausschusses für Frauenfragen der Bundespartei. Ab 1948 war sie stellvertretende Bürgermeisterin in Bad Honnef.
Vom 5. Juli 1950 bis 4. Juli 1954 war Buscham Mitglied des Landtags von Nordrhein-Westfalen, der sie zum Mitglied der zweiten Bundesversammlung wählte, die 1954 Theodor Heuss als Bundespräsident wiederwählte.